# فيليب بيتروسيف
فيليب بيتروسيف (مواليد 15 أبريل 2000) هو لاعب كرة سلة صربي يلعب في مركز لاعب هجوم قوي الجسم أو لاعب وسط في نادي نادي أنادولو.

## روابط خارجية
- فيليب بيتروسيف على موقع الاتحاد الدولي لكرة السلة (الإنجليزية)
- فيليب بيتروسيف على موقع إن بي أي (الإنجليزية)
- فيليب بيتروسيف على موقع سبورتس رفرنس (الإنجليزية)
- فيليب بيتروسيف على موقع كرة السلة الأوروبية.كوم (الإنجليزية)
- فيليب بيتروسيف على موقع كلية كرة السلة في سبورتس رفرنس.كوم (الإنجليزية)
- فيليب بيتروسيف على موقع ريلجم (الإنجليزية)
- فيليب بيتروسيف على موقع بروبوليرز (الإنجليزية)
- فيليب بيتروسيف على موقع سبورتس رفرنس (الإنجليزية)